# Triebwasserkanal Leykam II
Der Triebwasserkanal Leykam II ist ein künstlich angelegter Kanal in der steirischen Marktgemeinde Gratkorn, der das Kraftwerk der Leykam-Josefsthaler Papierfabrik, seit 1997 Teil von Sappi, mit Triebwasser versorgt. Der fast 1,4 Kilometer lange Kanal ersetzt den Triebwasserkanal Leykam I. Nur die Einleitung sowie die Ausleitung vom Kraftwerk zur Mur sind noch vom alten Triebwasserkanal erhalten geblieben.

## Verlauf
Der Triebwasserkanal Leykam II wird direkt östlich des Kraftwerkes Franz, direkt westlich der L 302, der Judendorferstraße, aus dem Triebwasserkanal Leykam I abgeleitet. Der Triebwaserkanal Leykam I wurde dabei selbst nur kurz zuvor aus der Mur abgeleitet. Direkt nach seiner Ableitung fließt der Triebwasserkanal nach Südsüdwesten, wobei er nach  rund 60 Metern die L 302 unterquert und durch Gewerbe- und Wohngebiet fließt. Nach etwa 180 Metern unterquert er den Murweg und schwenkt in seinem Lauf nach Süden an der Hermann Krommer-Siedlung und einem kleinen Waldgebiet vorbei. Diesem ungefähr 420 Meter langer Abschnitt folgt ein flacher rund 260 Meter langer Linksbogen, wobei der Kanal die Bahnhofstraße quert und schließlich das Werksgelände der ehemaligen Leykam-Josefsthaler Papierfabrik, seit 1997 Teil von Sappi, erreicht. Nach dem Verlassen des Linksbogen auf dem Gelände der Papierfabrik folgt der Kanal für etwa 570 Meter einem Ostsüdostkurs und bleibt auf diesen Verlauf auch bis zu seiner Rückleitung. Nach etwa 430 Metern auf diesem Kurs erreicht der Kanal das Krafthaus des Kraftwerkes der Fabrik und wird kurz danach rückgeleitet. Der Triebwasserkanal Leykam II wird nach fast 1,4 Kilometer langem Lauf mit einem mittleren Sohlgefälle von rund 5,8 ‰ etwa 8 Höhenmeter unterhalb seiner Ableitung direkt südöstlich des Geländes der Papierfabrik und südlich des Gratkorner Sportstadions in den Triebwasserkanal Leykam I zurückgeleitet.
Auf seinem Lauf nimmt der Triebwasserkanal Leykam II keinen anderen Wasserlauf auf.